# Forrest Towns
Forrest Grady "Spec" Towns (Fitzgerald, 6 de fevereiro de 1914 – Athens, 9 de abril de 1991) foi um barreirista campeão olímpico e recordista mundial norte-americano.
Aluno da Universidade da Geórgia, onde jogava futebol americano e praticava salto em altura, acabou se especializando na corrida com barreiras, vencendo os campeonatos da National Collegiate Athletic Association e da Amateur Athletic Union nos 110 m c/ barreiras em 1935. Foi o começo de uma série consecutivas de vitórias nesta prova que durou até 1937.
Em Berlim 1936, ele marcou um novo recorde mundial nas eliminatórias – 14s1 – e conquistou a medalha de ouro olímpica com 14s2. Pouco depois dos Jogos se tornou o primeiro atleta a correr os 110 m c/ barreiras em menos de 14 s; numa prova em Oslo, Noruega, marcou 13s7 para a prova, recorde mundial que se manteve até 1950.